# Hagau (Wolferstadt)

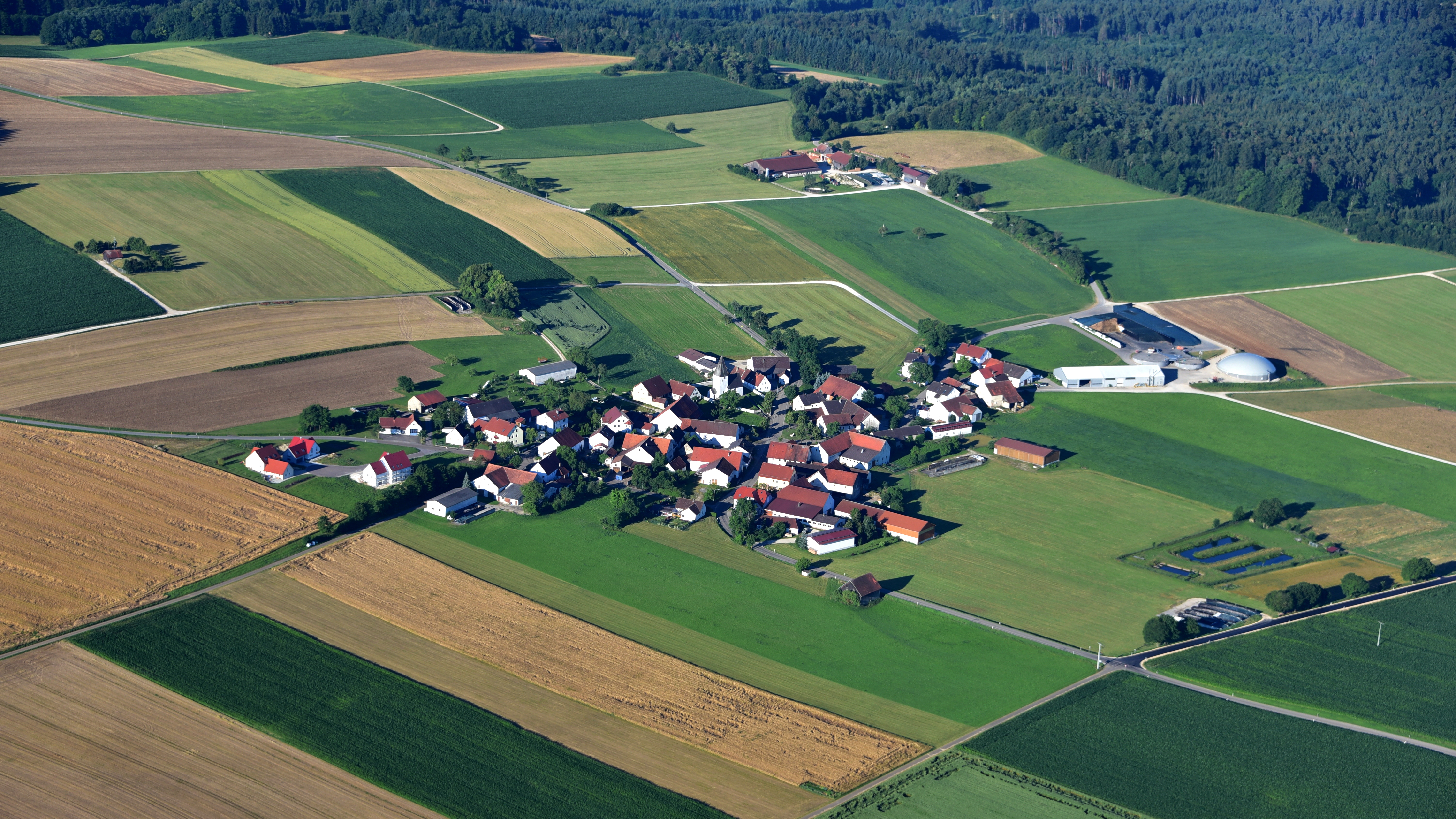
Hagau (Wolferstadt), Luftaufnahme (2016)

Hagau ist ein Gemeindeteil der Gemeinde Wolferstadt im Landkreis Donau-Ries (Regierungsbezirk Schwaben, Bayern).
Das Kirchdorf Hagau gehört zu den Grenzorten des alemannischen Dialektraums zum Ostfränkischen hin.
Hagau war eine selbständige Gemeinde im Landkreis Donauwörth und wurde im Zuge der Gebietsreform in Bayern am 1. Juli 1972 dem Landkreis Donau-Ries, bis zum 1. Mai 1973 mit der Bezeichnung Landkreis Nördlingen-Donauwörth, zugeschlagen. Am 1. Mai 1978 erfolgte die Eingemeindung in die Gemeinde Wolferstadt.
Die katholische Filialkirche Sankt Vitus im Ort gehört zur Pfarrei Sankt Martin in Wolferstadt.
Hagau liegt an der Kreisstraße DON 3, die von Steinbühl über Hagau bis zur Landkreisgrenze nach Döckingen führt, wo sie in die Kreisstraße WUG 33 übergeht.